# Georg Braig
Georg Braig (* 25. Mai 1888 in Altbierlingen; † 8. Juni 1962 in Göppingen) war ein deutscher Politiker (Zentrum).

## Leben
Braig, Sohn des Schultheißen Johann Braig und katholischer Konfession, studierte von 1907 bis 1912 zunächst katholische Theologie und danach Rechtswissenschaften in Tübingen und Leipzig. Er war Mitglied der katholischen Studentenverbindungen KStV Alamannia Tübingen und KStV Teutonia Leipzig im KV. 1919 legte er das zweite juristische Staatsexamen ab und danach war er Richter am Landgericht Stuttgart.
Von 1920 bis 1924 war er Mitglied des Landtags des freien Volksstaates Württemberg.